# Mikroevolution
Mit Mikroevolution wird jene evolutionäre Entwicklung von Lebewesen bezeichnet, welche innerhalb einer biologischen Art und damit innerhalb eines in evolutionären Maßstäben kurzen Zeitraumes stattfindet. Dabei handelt es sich um kleinere Veränderungen, die durch Mutationen, Rekombinationen und Selektionsprozesse zu einer veränderten Morphologie oder Physiologie der Organismen führen. Diese Veränderungen haben ihre Ursache in der Veränderung der Allelfrequenzen der Population, „einen solchen Wandel der genetischen Struktur einer Population bezeichnet man als Mikroevolution.“

## Begriffsherkunft
Der Begriff Mikroevolution wurde zuerst durch den Botaniker Robert Greenleaf Leavitt in der Fachzeitschrift Botanical Gazette in 1909 veröffentlicht. Er beschrieb darin, wie sich beispielsweise Formlosigkeit in Form verwandelt, was er Mysterium nannte.

... The production of form from formlessness in the egg-derived individual, the multiplication of parts and the orderly creation of diversity among them, in an actual evolution, of which anyone may ascertain the facts, but of which no one has dissipated the mystery in any significant measure. This microevolution forms an integral part of the grand evolution problem and lies at the base of it, so that we shall have to understand the minor process before we can thoroughly comprehend the more general one...

„... Die Erzeugung von Gestalt aus Gestaltlosigkeit im vom Ei bestimmten Individuum, die Vervielfältigung von Teilen und die geordnete Vervielfältigung von Teilen in einer Entwicklung von der jedermann die Fakten bestätigen kann, aber von der niemand das Rätsel in bedeutender Weise aufgelöst hat. Diese  Mikroevolution ist ein integraler Bestandteil des grossen Problems der Evolution und bildet dessen Grundlage.  Wir müssen den kleineren Prozess zuerst verstehen, bevor wir den allgemeinen Prozess tiefer verstehen können...“

Leavitt benutzte den Begriff für das, was man heute als Entwicklungsbiologie bezeichnet. Erst der russische Embryologe und Genetiker Yuri Filipchenko benutzte die Begriffe „Makroevolution“ und „Mikroevolution“ 1927 in seiner deutschsprachigen Arbeit, „Variabilität und Variation“, durch die sie dann die moderne Bedeutung erlangten. Der Begriff wurde in der englischsprachigen Welt durch dessen Schüler Theodosius Dobzhansky in seinem Buch Genetics and the Origin of Species (1937) eingeführt.

## Abgrenzungen
Die Verwendung der Begriffe „Mikroevolution“ und „Makroevolution“ ist umstritten. Etliche Evolutionsbiologen vermeiden heute beide Begriffe mit dem Argument, dass der gleiche Sachverhalt zugrunde liege: Bei „makroevolutionären“ Prozessen handele es sich lediglich um eine zeitliche Summierung von „mikroevolutionären“ Prozessen, die Unterteilung sei somit künstlich und unscharf.
Andere verwenden die Begriffe, weil sie der Meinung sind, dass für die Dynamik der Makroevolution, neben den gleichen Prozessen, die auch für Mikroevolution verantwortlich seien, zusätzlich auch noch Selektionsprozesse auf Artniveau wesentlich seien. In Kreationismus und Intelligent Design wird Mikroevolution akzeptiert, während Makroevolution der Schöpfungslehre widerspräche.

## Beispiele
Beispiele für Mikroevolution sind
- das seit dem 19. Jahrhundert stark vermehrte Auftreten einer dunklen Variante des Birkenspanners in englischen Industrierevieren, auch bekannt als Industriemelanismus;
- Resistenzausbildung von Mikroorganismen gegen Antibiotika;
- Veränderungen der Schnabelgröße bei Darwinfinken.

## Belege
1. ↑  Joachim Jaenicke, Andreas Paul (Hrsg.): Biologie heute entdecken SII, Ausgabe 2004 für die Sekundarstufe II, Schroedel Verlag 2005.
2. ↑  Leavitt, Robert Botanical Gazette 1909 vol. 47 no.1 January A Vegetative Mutant, and the Principle of Homoeosis in Plants http://www.jstor.org/pss/2466778